# Ludvig Ferdinand Luplau
Ludvig Ferdinand Luplau (26. juli 1800 i Kolding – 16. december 1837 i Dalby) var en dansk præst.

## Liv og karriere
Han var søn af sognepræst Johannes Elias Ludvig Luplau og Anna Charlotte Rosine f. Chemnitz. Faderens slægt var en tysk adelsfamilie, der i 1700-tallet var indvandret til Danmark.
Han dimitterede fra Viborg Skole i 1819, tog teologisk embedseksamen i 1824 og blev i 1826 kantor, organist og skolelærer ved Vallø Slots menighed, i 1828 sognepræst i Vester Ulslev på Lolland, hvorfra han i 1831 forflyttedes til Dalby og Tureby på Sjælland.
Han blev i 1826 gift med Maria Elisabeth Bernburg, en døbt jødinde (født i Hamborg 1802). Sammen fik de flere børn: Louise (senere gift med pastor Carl Emil Janssen), Amalia, Philippa, Ludvig, Adam Vilhelm og Marie (død 1837).
Han levede i fattige kår, især efter han på Lolland havde pådraget sig gæld. Han skrev i den tid til en ven: Om også jeg blev Millionær, vilde jeg ikke ophøre at være Landsbypræst.
Efter hans død udkom der 2 samlinger af hans prædikener (1841-46).
Han er begravet på Dalby kirkegård.